# Alexandra Nikolajewna Bortitsch

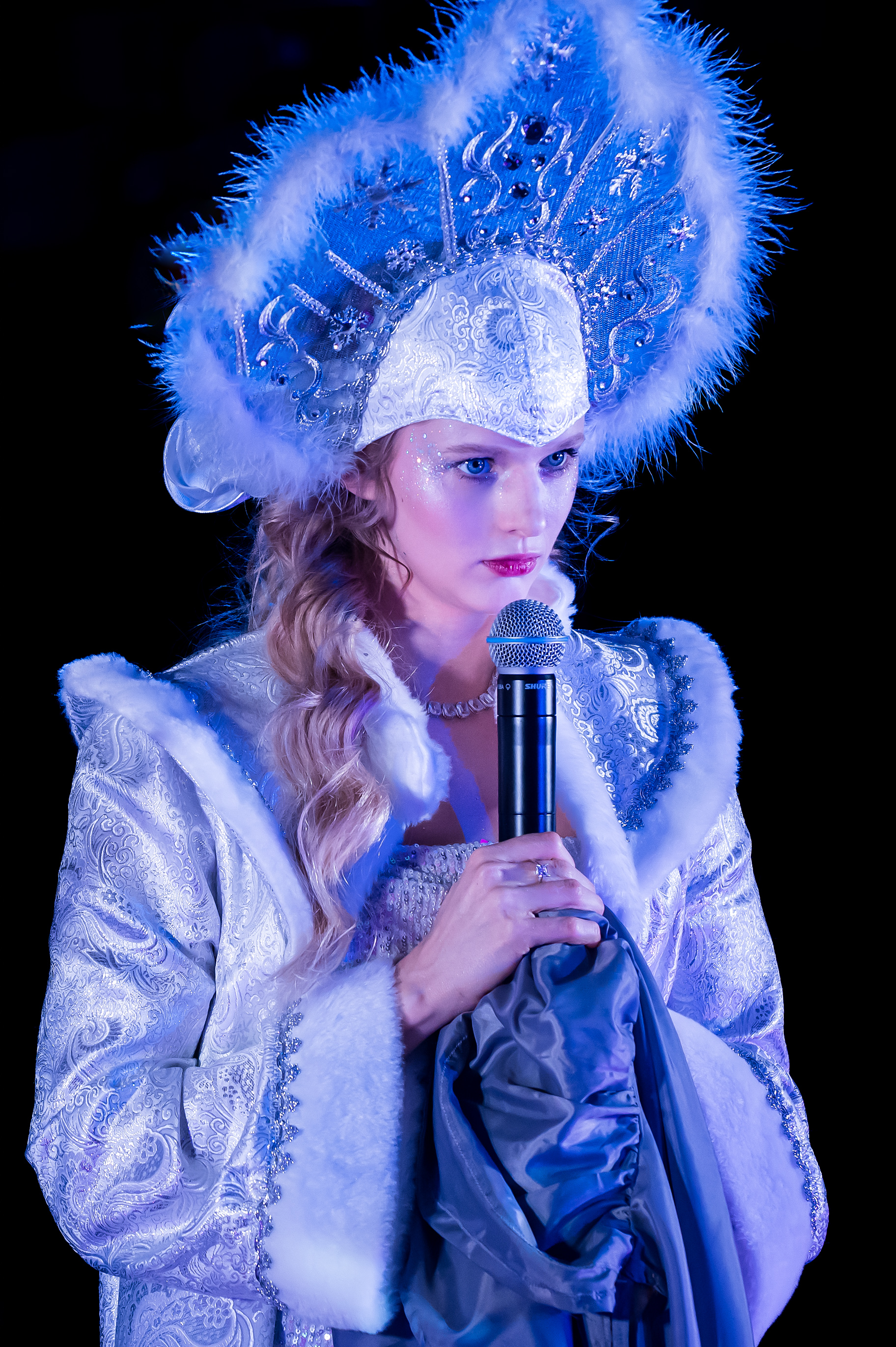
Alexandra Nikolajewna Bortitsch, 2024

Alexandra Nikolajewna Bortitsch (russisch Александра Николаевна Бортич, wiss. Transliteration Aleksandra Nikolaevna Bortič; * 24. September 1994 in Swetlahorsk, Homelskaja Woblasz, Belarus) ist eine russische Schauspielerin.

## Leben
Die Eltern von Bortitsch ließen sich scheiden, als sie drei Jahre alt war. Nach der Scheidung der Eltern lebte sie bei ihrer Großmutter im belarussischen Hrodna. Später zog sie nach Moskau, um bei ihrer Mutter zu leben und dort zur Schule zu gehen. Als Alexandra zehn Jahre war heiratete ihre Mutter erneut, zu ihrem Stiefvater hat sie ein gutes Verhältnis, Kontakt zu ihrem leiblichen Vater gibt es kaum. Während ihres Studiums arbeitete sie als Kellnerin in einer Bar.
Von 2015 bis 2016 war sie in einer Beziehung mit dem russischen Schauspieler Ilja Andrejewitsch Malanin, den sie bei Dreharbeiten zu The Elusive kennenlernte. Von 2017 bis Juli 2018 war sie mit dem russischen Rapper Wjatscheslaw Woronzow, bekannter unter seinem Pseudonym Mezza (Мезза), verheiratet. Seit 2019 ist sie mit dem Schauspieler Jewgeni Saweljew liiert, im Sommer 2020 wurden die beiden Eltern eines Sohnes.
2014 übernahm sie die weibliche Hauptrolle in dem Liebesfilm Sag mir, wer ich bin. Im Folgejahr war sie in zehn Episoden der Fernsehserie Vystrel in der Rolle der Nina Krutova zu sehen. 2016 übernahm sie eine größere Rolle im Historienfilm Viking. Für ihre Hauptrolle in Ich nehm’ ab – Ja hudeju unterlag sie Gewichtsänderungen um die 20 kg. 2018 in VIP Polizist und 2019 in der Fortsetzung VIP Polizist 2 übernahm sie die Rolle der Nika.
2021 spielte sie in dem Musikvideo zum Lied Elasticity von Serj Tankian mit.

## Filmografie
- 2014: Sag mir, wer ich bin (Kak menya zovut/Как меня зовут)
- 2015: Vystrel (Выстрел) (Fernsehserie, 10 Episoden)
- 2015: Soulless 2 (Dukhless 2/Духless 2)
- 2015: Neulovimye (Неуловимые)
- 2015: About Love (Pro lyubov/Про любовь)
- 2015: Neulovimye: Posledniy geroy (Неуловимые: Последний герой)
- 2016: Shakal (Шакал) (Fernsehserie)
- 2016: Vyyti zamuzh za Pushkina (Fernsehserie)
- 2016: Viking (Викинг)
- 2016–2018: Politseyskiy s Rublyovki (Полицейский с Рублёвки) (Fernsehserie, 29 Episoden)
- 2017: The Bitch (Vy vse menya besite/Стерва) (Fernsehserie, Episode 1x18)
- 2017: Torgsin (Торгсин) (Fernsehserie, 8 Episoden)
- 2017: Filfak (Филфак) (Fernsehserie, 20 Episoden)
- 2017: Politseyskiy s Rublyovki v Beskudnikovo (Полицейский с Рублёвки в Бескудниково) (Fernsehserie)
- 2017: Leg los! (Zhgi!/Жги!)
- 2017: Favorites (Lyubimtsy/Любимцы) (Fernsehserie)
- 2017: About Love 2 (Pro lyubov. Tolko dlya vzroslykh/Про любовь. Только для взрослых)
- 2018: Ich nehm’ ab – Ja hudeju (Ya khudeyu/Я худею)
- 2018: Eine ganz gewöhnliche Frau (Обычная женщина)
- 2018: Chastitsa Vselennoy (Частица Вселенной) (Mini-Serie, 6 Episoden)
- 2018: The Soul Conductor (Provodnik/Проводник)
- 2018: VIP Polizist (Politseyskiy s Rublyovki. Novogodniy bespredel/Полицейский с Рублевки. Новогодний беспредел)
- seit 2018: An Ordinary Woman (Obychnaya zhenshchina/Обычная женщина) (Fernsehserie)
- 2019: Mistresses (Lyubovnitsy/Любовницы)
- 2019: Milliard (Milliard/Миллиард)
- 2019: Der Knecht – Einmal Mittelalter und zurück (Kholop/Холоп)
- 2019: VIP Polizist 2 (Politseyskiy s Rublyovki. Novogodniy bespredel 2/Полицейский с Рублевки. Новогодний беспредел 2)
- 2020: Igra na vyzhivanie (Игра на выживание) (Fernsehserie)